# Leif Högström
Leif Nils Oskar Högström, né le 4 juillet 1955 à Enskede, est un escrimeur suédois dont l'arme de compétition est l'épée.

## Carrière
Il a été partie intégrante d'un bref âge d'or de l'escrime suédoise à la fin des années 1970, remportant le premier titre olympique pour la Suède à l'épée par équipes aux Jeux de Montréal en 1976 (quatre ans avant le titre olympique de Johan Harmenberg en individuel) avant de conquérir le titre mondial l'année suivante, à Buenos Aires. Durant son parcours olympique, Högström tient un rôle central, remportant la majorité de ses assauts contre l'équipe d'URSS (deux victoires pour une défaite) et contre l'Allemagne de l'Ouest (même bilan). 

## Palmarès
- Jeux olympiques
  -  Médaille d'or par équipes aux Jeux de 1976 à Montréal

- Championnats du monde d'escrime
  -  Médaille d'or par équipes aux championnats du monde d'escrime 1977 à Buenos Aires